# Albuñuelas
Albuñuelas è un comune spagnolo di 1 156 abitanti situato nella comunità autonoma dell'Andalusia.